# فيكتوريا 2
فيكتوريا 2 (بالإنجليزية: Victoria II) هي لعبة استراتيجية كبرى طورتها استوديو بارادوكس للتطوير ونشرتها بارادوكس إنتراكتيف. صدرت اللعبة في 13 أغسطس 2010، وتعمل على أنظمة تشغيل مايكروسوفت ويندوز وماك أو إس إكس. تستخدم اللعبة محرك كلوزويتز، وتدعم وضعي اللاعب الفردي ومتعدد اللاعبين. تدور أحداث اللعبة في الفترة من عام 1836 حتى 1936، حيث يتحكم اللاعب في دولة من بين أكثر من 200 دولة، ويقودها عبر مراحل التصنيع والإصلاحات السياسية والفتوحات العسكرية والاستعمار. تقدم اللعبة محاكاة سياسية عميقة، حيث تتفاعل فئات السكان المختلفة مع قرارات اللاعب بناءً على وعيهم السياسي وطبقتهم الاجتماعية واستعدادهم لقبول أو رفض حكومتهم.